# Championnats de France de cyclisme sur piste 2019
Navigation
2018 2021
Les championnats de France de cyclisme sur piste 2019 se déroulent du 10 au 17 août sur le Vélodrome de Saint-Quentin-en-Yvelines.

## Résultats

### Hommes
| Compétitions          | Or                                                                                              | Argent                                                                                           | Bronze                                                                           |
| --------------------- | ----------------------------------------------------------------------------------------------- | ------------------------------------------------------------------------------------------------ | -------------------------------------------------------------------------------- |
| Épreuves élites       |                                                                                                 |                                                                                                  |                                                                                  |
| Kilomètre             | Quentin Lafargue                                                                                | Michaël D'Almeida                                                                                | François Pervis                                                                  |
| Keirin                | Sébastien Vigier                                                                                | Quentin Lafargue                                                                                 | Melvin Landerneau                                                                |
| Vitesse               | Rayan Helal                                                                                     | Sébastien Vigier                                                                                 | Melvin Landerneau                                                                |
| Poursuite             | Corentin Ermenault                                                                              | Thomas Denis                                                                                     | Louis Pijourlet                                                                  |
| Poursuite par équipes | Pays de la Loire Thomas Denis Valentin Tabellion Florian Maitre Louis Pijourlet Donavan Grondin | Hauts-de-France Corentin Ermenault Dany Maffeïs Florian Deriaux Louis Brulé Baptiste Gourguechon | Nouvelle-Aquitaine Dorian Carreau Vincent Crabos Gaëtan Graciannette Damian Wild |
| Course aux points     | Louis Pijourlet                                                                                 | Corentin Ermenault                                                                               | Joffrey Degueurce                                                                |
| Américaine            | Pays de la Loire Florian Maitre Donavan Grondin                                                 | Vital Concept-B&B Hotels Corentin Ermenault Adrien Garel                                         | Pays de la Loire Louis Pijourlet Valentin Tabellion                              |
| Scratch               | Corentin Ermenault                                                                              | Morgan Kneisky                                                                                   | Donavan Grondin                                                                  |
| Omnium                | Donavan Grondin                                                                                 | Louis Pijourlet                                                                                  | Morgan Kneisky                                                                   |
| Épreuves juniors      |                                                                                                 |                                                                                                  |                                                                                  |
| Kilomètre             | Théo Bracke                                                                                     | Valentin Bramoulle                                                                               | Adrien Le Meut                                                                   |
| Keirin                | Valentin Bramoulle                                                                              | Loïs Vasapolli                                                                                   | Louis Le Galudec                                                                 |
| Vitesse               | Timmy Gillion                                                                                   | Valentin Bramoulle                                                                               | Luca Priore                                                                      |
| Vitesse par équipes   | Hauts-de-France Baptiste Gourguechon Oscar Caron Théo Bracke                                    | Pays de la Loire Hugo Guillard Clarence Genaudeau Valentin Bramoulle                             | Occitanie Sébastien Llamas Thierry Fontanille Clément Lecerf                     |
| Poursuite             | Clément Lecerf                                                                                  | Mathis Ducruet                                                                                   | Lucas Segui                                                                      |
| Poursuite par équipes | Bretagne Louis Le Galudec Lilian Jouanjan Adrien Le Meut Lucas Segui Tanguy Dervily             | Hauts-de-France Mathieu Bethencourt Etienne Delimauges Bastien Lechantre Florian De Marez        | Pays de la Loire Erwan Besnier Clarence Genaudeau Lilian Ledreux Yann Evanno     |
| Course aux points     | Mathis Ducruet                                                                                  | Alexandre Durand                                                                                 | Lucas Segui                                                                      |
| Américaine            | Nouvelle-Aquitaine Alexandre Durand Baptiste Lacroix                                            | Auvergne-Rhône-Alpes Mathis Ducruet Nicolas Verne                                                | Bretagne Erwan Besnier Valentin Bramoulle                                        |
| Scratch               | Paul Penhoet                                                                                    | Nicolas Verne                                                                                    | Valentin Bramoulle                                                               |
| Élimination           | Lilian Ledreux                                                                                  | Erwan Louvrier                                                                                   | Thibault Rollée                                                                  |
| Course tempo          | Paul Penhoet                                                                                    | Niko Diaz                                                                                        | Alexandre Durand                                                                 |

### Femmes
| Compétitions          | Or                                                                                    | Argent                                                                        | Bronze                                                                  |
| --------------------- | ------------------------------------------------------------------------------------- | ----------------------------------------------------------------------------- | ----------------------------------------------------------------------- |
| Épreuves élites       |                                                                                       |                                                                               |                                                                         |
| 500 mètres            | Mathilde Gros                                                                         | Victoire Berteau                                                              | Marie Patouillet                                                        |
| Keirin                | Mathilde Gros                                                                         | Victoire Berteau                                                              | Maryanne Hinault                                                        |
| Vitesse               | Mathilde Gros                                                                         | Amandine Giolda                                                               | Julie Michaux                                                           |
| Poursuite             | Coralie Demay                                                                         | Marion Borras                                                                 | Valentine Fortin                                                        |
| Poursuite par équipes | Auvergne-Rhône-Alpes Clara Copponi Maéva Paret-Peintre Marion Borras Valentine Fortin | Bretagne Coralie Demay Maryanne Hinault Marie-Morgane Le Deunff Anaïs Le Guet | Île-de-France Laura Da Cruz Léa Dayde Kristina Nenadovic Marine Cloarec |
| Course aux points     | Victoire Berteau                                                                      | Coralie Demay                                                                 | Marion Borras                                                           |
| Américaine            | FDJ-Nouvelle Aquitaine-Futuroscope Coralie Demay Clara Copponi                        | Auvergne-Rhône-Alpes Marion Borras Valentine Fortin                           | Bretagne Maryanne Hinault Marie-Morgane Le Deunff                       |
| Scratch               | Léa Dayde                                                                             | Lucie Lahaye                                                                  | Valentine Fortin                                                        |
| Omnium                | Clara Copponi                                                                         | Victoire Berteau                                                              | Valentine Fortin                                                        |
| Épreuves juniors      |                                                                                       |                                                                               |                                                                         |
| 500 mètres            | Julie Michaux                                                                         | Amandine Giolda                                                               | Océane Goergen                                                          |
| Keirin                | Maïtena Aguer                                                                         | Fanny Cauchois                                                                | Lucie Liboreau                                                          |
| Vitesse               | Amandine Giolda                                                                       | Julie Michaux                                                                 | Camille Laugier                                                         |
| Vitesse par équipes   | Île-de-France Farrah Prudent Océane Goergen                                           | Pays de la Loire Flavie Boulais Bénédicte Ollier                              | Centre-Val de Loire Maxine Rossignol Maylis Sarron                      |
| Poursuite             | Kristina Nenadovic                                                                    | Maylis Sarron                                                                 | Maïtena Aguer                                                           |
| Course aux points     | Maïtena Aguer                                                                         | Mauryne Aidat                                                                 | Lucie Liboreau                                                          |
| Scratch               | Marie-Morgane Le Deunff                                                               | Océane Georgen                                                                | Maïtena Aguer                                                           |